# Claudia Pasini
Claudia Pasini, née le 2 mars 1939 et morte le 23 septembre 2015, est une escrimeuse italienne.
Elle participe aux Jeux olympiques d'été de 1960 à Rome où elle remporte la médaille de bronze dans l'épreuve de fleuret par équipes.

## Palmarès

### Jeux olympiques d'été
- Jeux olympiques de 1960 à Rome (Italie).
  -  Médaille de bronze en fleuret par équipes.